# Relation militaire entre la France et la Géorgie
La relation militaire entre la France et la Géorgie relève de deux catégories différentes, celle de la relation d’État à État, et celle — asymétrique — de la relation de militaires géorgiens exerçant leur activité professionnelle au service de la France.

## Relation militaire d'État à État
Selon la légende, des soldats français foulent le sol géorgien à l'époque des Croisades ; à l'inverse, des soldats géorgiens escortent les différentes délégations diplomatiques géorgiennes auprès des rois de France. Au gré des alliances d’'État à État, la France et la Géorgie participent tour à tour aux mêmes coalitions militaires, et aux coalitions militaires opposées, au cours des XIXe siècle, XXe siècle et XXIe siècle.

### 1801 à 1892
La Géorgie est annexée par l'Empire russe en 1801 : les militaires géorgiens intégrés à l'armée impériale russe combattent les armées du Premier Empire français.

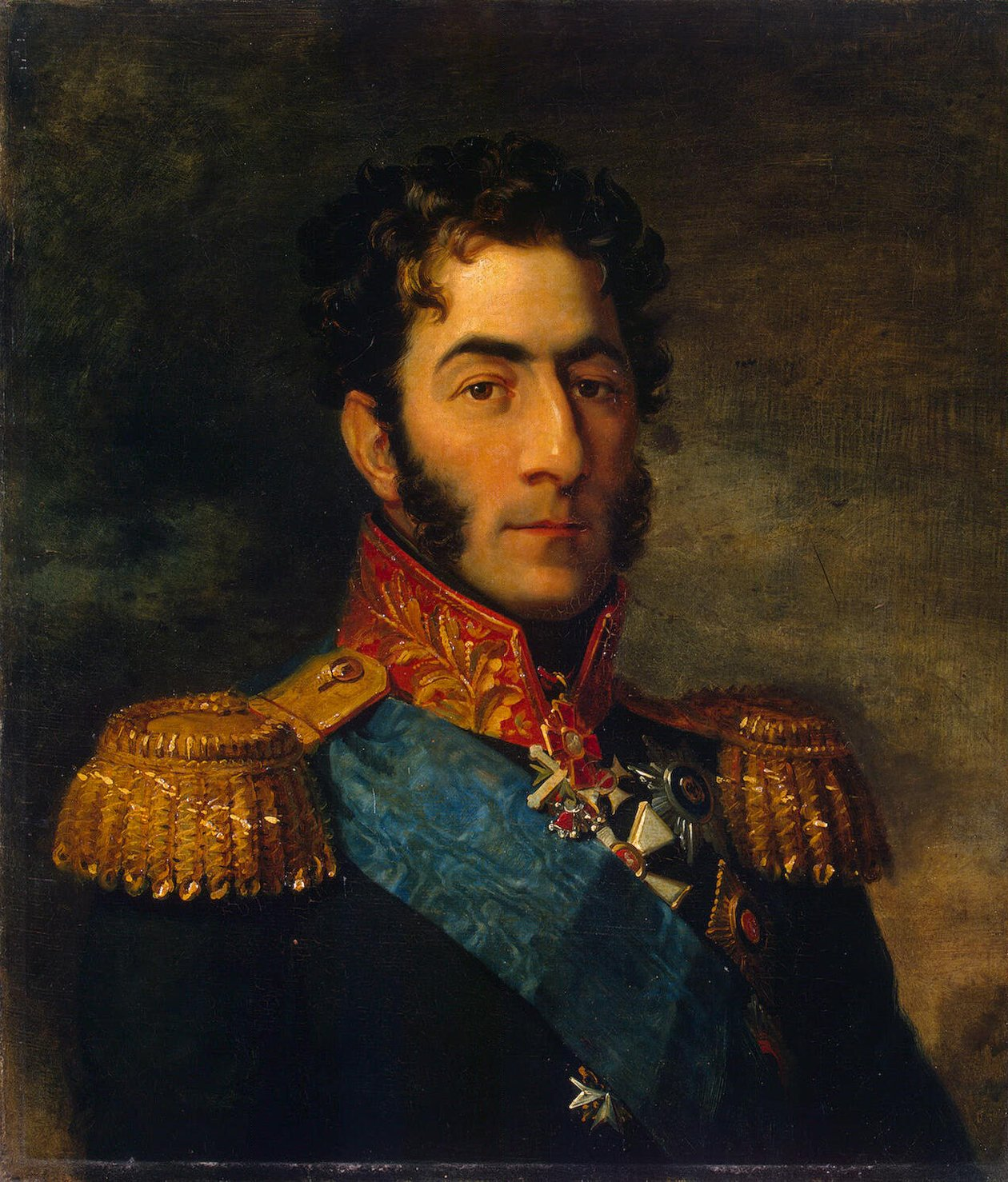
Pétré Bagrationi

Le 7 septembre 1812 ils prennent part à la bataille de la Moskova contre les armées de Napoléon Ier et l'un des officiers supérieurs géorgiens, Pétré Bagrationi, y est mortellement blessé ; auparavant  il avait combattu sans relâche les troupes impériales françaises à Trebbia le 19 juin 1799, à Marengo le 14 juin 1800, à Hollabrunn le 16 novembre 1805, à Austerlitz le 2 décembre 1805, à Eylau le 8 février 1807 — ville devenue Bagriationovsk — et  à Friedland le 14 juin 1807. Les troupes impériales russes, avec leur contingent géorgien, participent à la bataille de Paris (1814)  le 30 mars 1814  et occupent un temps la capitale française. Napoléon lui rend hommage, après que le Géorgien eut succombé à sa blessure : Il n'y a pas de bons généraux russes, à l'exception de Bagration !. Joseph Staline nommera opération Bagration, l'offensive soviétique lancée le 22 juin 1944 et qui repousse les forces allemandes hors de Biélorussie.

### 1892- 1917
L’alliance militaire signée entre la République française et l’Empire russe le 17 août 1892, conduit les militaires géorgiens — formés dans les écoles militaires russes — du même côté que les militaires français, c’est-à-dire contre la Triplice réunissant l’Empire allemand, l’Empire austro-hongrois et le royaume d’Italie. Ainsi le Corps expéditionnaire russe débarqué en France le 20 avril 1916 afin d'aider les armées françaises devant l'offensive allemande, comporte des représentants des minorités ethniques, dont géorgienne, comme Guiorgui Farsaidze inhumé au cimetière militaire russe de Saint-Hilaire-le-Grand ou Michel Tsagarelli.

### Mai 1918 à novembre 1918
Quelques heures après la déclaration géorgienne de retour à l'indépendance — devant la menace armée de l'Empire ottoman — le gouvernement de la République démocratique de Géorgie signe le 28 mai 1918, à Poti, une convention avec le général Von Lossow (en poste à Constantinople)  accordant aux troupes de l’Empire allemand le contrôle des lignes de chemin de fer de Batoumi vers Bakou, alors que la Première Guerre mondiale vit ses derniers mois : un contingent de 3 000 hommes, commandé par le général von Kressenstein, débarque sur le territoire géorgien le 8 juin 1918 et se déploie. Le contingent est évacué lors de l’ Armistice du 11 novembre 1918.

### Novembre 1919 - mars 1921

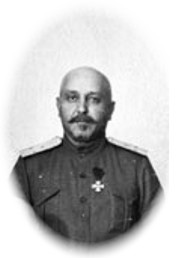
Le général Ilia Odichelidze

Après la défaite de l'Empire allemand (et de l'Empire ottoman), la Grande-Bretagne et la France se répartissent les zones d'influence du Moyen-Orient et d'Asie mineure : un contingent britannique, fort de 30 000 hommes, vient occuper le territoire géorgien dès le 11 novembre 1918 et se déploie en priorité lui-aussi le long de la ligne de chemin de fer de Batoumi à Bakou et de l'oléoduc existant ; il occupe  Tiflis quelques semaines plus tard. En avril 1920, après la visite du diplomate français Damien de Martel à Tiflis le 4 avril 1920, la République démocratique de Géorgie envoie à Paris une mission militaire conduite par son secrétaire d'État à la Défense, Ilia Odichelidze et par le général Eristavi, afin d'explorer quelles aides (munitions, matériels) pourrait apporter la France. L’invasion du territoire géorgien par les armées de la Russie soviétique en  février et mars 1921 aboutit à un nouveau changement de camp pour les militaires géorgiens avec l’intégration de la Géorgie à l’Union des républiques socialistes soviétiques.

### 1921-1991

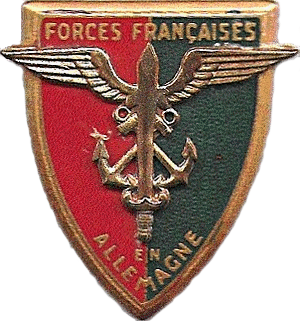
Insigne des forces françaises en Allemagne

Une partie de l'État-major de l'armée nationale géorgienne prend la route de l'exil (en Pologne pour l'essentiel auprès du général Józef Piłsudski résolument anti-soviétique, en France pour les autres), l'autre partie est décimée lors des préparatifs du Soulèvement géorgien d'août 1924; les troupes géorgiennes sont progressivement intégrées à l'Armée rouge, institution privilégiée de russification. 
Avec la signature du pacte germano-soviétique, le 23 août 1939, les militaires géorgiens se retrouvent dans le camp opposé à celui de la France. Cette situation prend fin le 22 juin 1941, lorsqu'Adolf Hitler décide d'attaquer l'URSS.
Ils rejoignent ensuite pour six années le camp des Alliés, où se situent dès 1940 les Français libres.
De 1947 à 1991, période de la Guerre froide, les militaires géorgiens se retrouvent à nouveau dans le camp opposé à la France, en particulier lors de la crise de Berlin, de 1958 à 1963, durant laquelle des contingents soviétiques et des contingents français stationnent de part et d’autre en Allemagne.

### 1993 à nos jours
À partir de 1993, une coopération militaire structurée s'engage entre la République de Géorgie, qui a retrouvé son indépendance, et l'Organisation du traité de l'Atlantique nord, dont la France est membre. Des conseillers militaires français sont envoyés auprès du président Chevardnadze : le 6 février 1997, il se rend à l'École spéciale militaire de Saint-Cyr, afin d'une part de rendre hommage au Prince géorgien Dimitri Amilakhvari sorti diplômé en 1924 et qui s'illustra dans la Légion étrangère française, et d'autre part de consolider la relation franco-géorgienne. La candidature de la Géorgie au statut de membre de l'OTAN est régulièrement débattue. La position de la France (et de l'Allemagne) est prudente, ces deux États ne souhaitant pas compromettre leurs relations avec le Russie
.
L'ambassade de Géorgie à Paris dispose d'un attaché militaire au rang de colonel. Une mission de défense française pour le Caucase du Sud est présente à Tbilissi, à l’ambassade de France, sous la responsabilité d'un attaché militaire au rang de colonel. Elle apporte son expertise sur quatre axes majeurs, le Centre de haute montagne de Satchkhéré (depuis 2006), la contribution des forces géorgiennes aux forces françaises (Force internationale d’assistance et de sécurité en Afghanistan, depuis 2009), la formation des cadres militaires géorgiens en France (École d’infanterie, École d’État-major et École de guerre), la promotion de la langue française en milieu militaire géorgien.
- Les échanges relatifs au combat de montagne se sont multipliés depuis l'origine. En mai 2018, un stage tactique est organisé à Satchkhéré par des experts militaires français[11]. À l'été 2019, le général commandant la 27e brigade de montagne française se rend à l'École militaire géorgienne de montagne de Satchkhere afin de consolider la coopération bilatérale[12].
- Le contingent géorgien en Afghanistan — fort de 1 560 hommes au plus haut de ses effectifs le  1er mai 2013 — est placé à plusieurs reprises sous commandement français : des formations préalables sont organisées en France pour l’infanterie géorgienne[13], ainsi que pour l’artillerie géorgienne[14],[15]. Depuis 2014, les forces européennes en République centrafricaine (EUFOR RCA) accueillent un détachement de 150 hommes de l'armée nationale géorgienne, en liaison avec l'armée française[16],[17].
- Trois cadets géorgiens sont successivement détachés, en 2017, 2018 et 2019, de l'Académie nationale de Défense de l'armée nationale géorgienne et intègrent l'École spéciale militaire de Saint-Cyr[18],[19]. Début 2019, des cadets français de l'École spéciale militaire de Saint-Cyr séjournent à l'Académie nationale de Défense de Gori[20].
- Les militaires géorgiens continuent, année après année, à se former à la langue française, avec remise des diplômes comme fin 2018[21].

Sur le plan naval, des vaisseaux de guerre français sont envoyés en visite à Batoumi, la Frégate Montcalm le 26 juin 2009, la frégate Surcouf le 8 juillet 2014, 
la frégate Commandant Birot le 6 septembre 2014 et le 22 novembre 2019 ainsi que la frégate Premier-Maître L'Her le 17 octobre 2016.

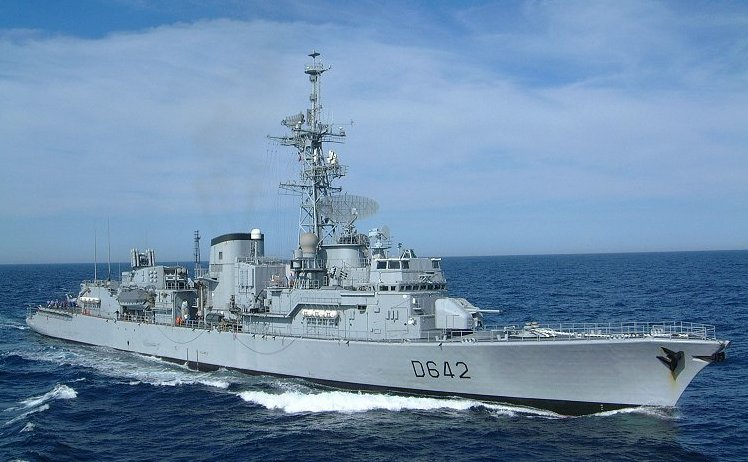
Frégate Montcalm (Batoumi, 2009)
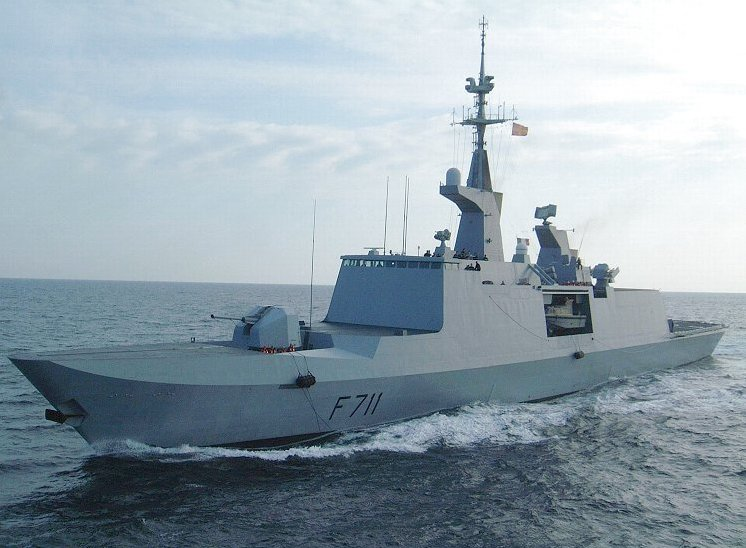
Frégate Surcouf (Batoumi, 2014)
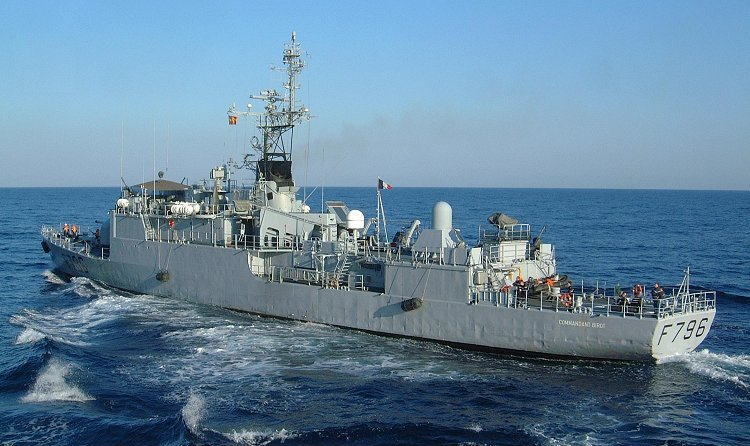
Aviso Commandant Birot (Batoumi, 2014)
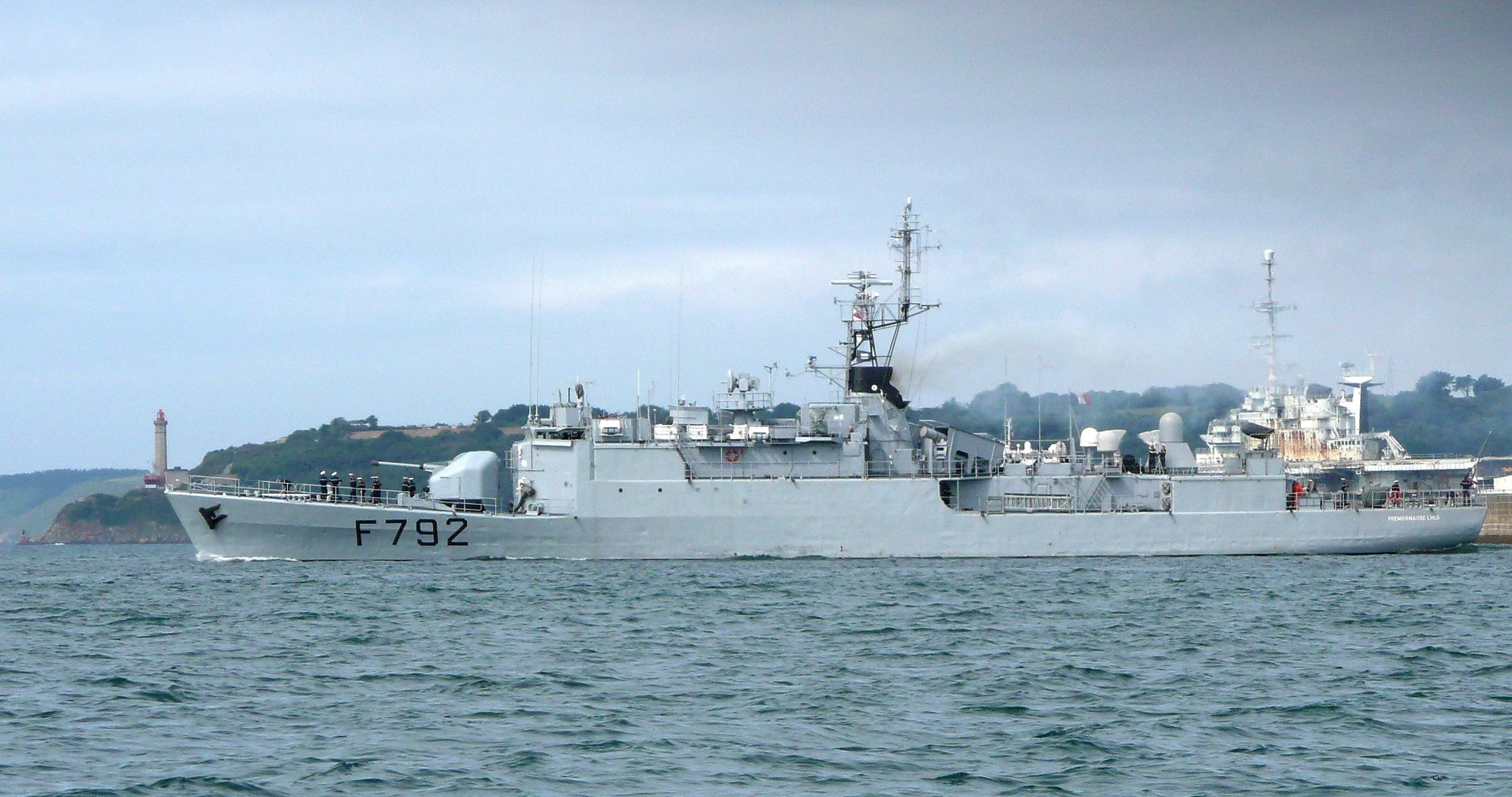
Frégate Premier-Maitre L'her (Batoumi, 2016)

La coopération militaire bilatérale franco-géorgienne s'est accentuée au fil des années. Des entretiens périodiques entre ministres de la Défense sont organisés, le 28 octobre 2014 entre Irakli Alassania et Jean-Yves Le Drian à Paris, le 14 juin 2016 entre Tina Khidasheli et Jean-Yves Le Drian à Paris , le 10 septembre 2016 entre Jean-Yves Le Drian et Levan Izoria à Tbilissi, le 26 octobre 2017 entre Florence Parly et Levan Izoria à Tbilissi et le 8 décembre 2018 entre Florence Parly et Levan Izoria à Paris.
La Géorgie signe le 16 juin 2015 l'acquisition d'un système de défense aérienne auprès de l'industriel français Thalès, en termes de surveillance radars et le 10 juillet 2015 celle de la partie missile auprès du consortium MBDA à participation française,. Ce matériel a été livré à la Géorgie le 1er octobre 2018.

Le Chœur de l'Armée française et la musique de la Garde républicaine interprètent et enregistrent l'hymne national géorgien Tavisoupleba (Liberté). 

## Relation de militaires géorgiens avec la France

### Légion étrangère française

#### Années 1920 et 1930
À l’issue de l’invasion du territoire géorgien par l’Armée rouge en février et mars 1921, et sur intervention du général Alexandre Eristavi, cinq Cadets de l’École militaire de Tiflis se présentent à l’École d’application de Saint-Maixent, sont intégrés et sortent sous-lieutenants : Alexandre Djintcharadzé, Alexandre Kintzourichvili, Georges Odichélidzé, Nicolas Tokadzé  et Jean Vatchnadzé. D'autres jeunes militaires géorgiens se mettent au service de la France dès les années 1920, dont deux officiers formés à l'École spéciale militaire de Saint-Cyr, Dimitri Amilakvari et Alexis Tchenkéli.

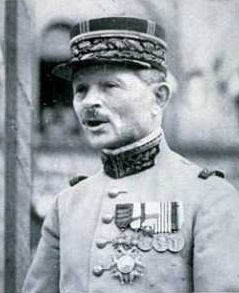
Général Maxime Weygand

#### Unité militaire géorgienne (avril 1940)
En avril 1940 — Staline est alors toujours l’allié d’Hitler —, le général Maxime Weygand, commandant en chef de l’armée du Levant, envisage l’ouverture d’un front caucasien : il demande la création d’une « Unité géorgienne » constituée des militaires géorgiens de la Légion étrangère française afin qu’elle puisse provoquer un choc psychologique sur les populations géorgiennes soumises à l'occupation soviétique : le bataillon est formé au Camp de Barcarès et confiée au capitaine Georges Odichélidzé. Le plan du général Weygand n’est finalement pas mis en opération,.

#### Forces françaises libres (1940 à 1945)

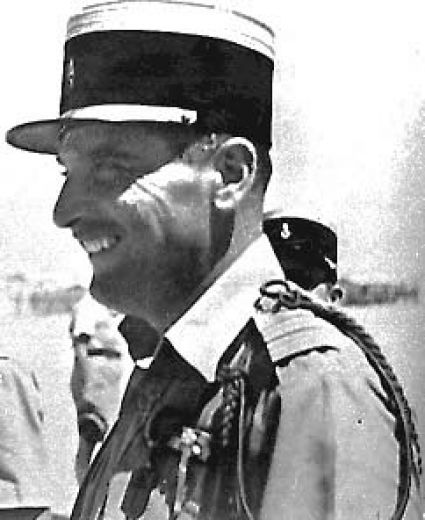
Dimitri Amilakvari

Le capitaine Dimitri Amilakvari répond à l'appel du 18 juin 1940, gagne la Grande-Bretagne dès le lendemain et l'Afrique quelques semaines plus tard ; il participe à la campagne de Syrie, puis à la campagne de Libye avec une division blindée de la Légion étrangère sous les ordres du général Koenig ; après la bataille de Bir Hakeim, le général de Gaulle lui remet personnellement la Croix de la Libération ; il est tué au combat lors de la bataille d'El-Alamein.
Le sous-lieutenant Alexis Tchenkeli intègre les services secrets de l'armée française dès sa sortie d'école. En 1940, il rejoint Tanger et Gibraltar via Londres ; il prend part aux campagnes d'Égypte et de Libye au sein du corps expéditionnaire du général Montgomery ; en 1943, il participe au débarquement en Corse, puis à la campagne d'Italie,. Alexis Tchenkéli termine sa carrière militaire avec le grade de colonel, les six autres officiers d'origine géorgienne avec le grade de lieutenant-colonel.

#### Années 1990 et 2000
La tradition est retrouvée à partir des années 1990 avec plusieurs Géorgiens — nouvellement immigrés — qui rejoignent l'armée française.

### Armée allemande, et anciens de l'Armée rouge (1943 et 1944)
En 1942, l’Allemagne envoie sur le front de l'Est une partie des prisonniers pris à l’Armée rouge en 1941/ 1942, avec deux statuts, celui de personnel auxiliaire (Hilfwilliger) ou celui de servants en armes (Ostlegionen). Les Hilfwilliger sont cuisiniers, chauffeurs, conducteurs de chevaux, manutentionnaires, ordonnances d’officiers, infirmiers... dans l’Organisation Todt  ou dans les unités de construction et de transport, ou dans les services logistiques de l’armée allemande. Les bataillons de l‘Ostlegionen sont encadrés par des officiers allemands. Le général Jean-Pierre Faure estime que 30 à 35 000 soldats Géorgiens ont rejoint les Hilfwilliger et l’Ostlegionen sur les 250 à 300 000 Géorgiens que comptait l'Armée rouge en 1941 : leur motivation est double, survivre aux camps de prisonniers et contribuer à la libération de la Géorgie de l’occupation soviétique.Devant la pression des Alliés, l’Allemagne déploie une partie du contingent géorgien sur le territoire français; quatre bataillons de l’Ostlegionen rejoignent le Mur de l'Atlantique (795e, 797e et 798e) et la Dordogne (799e) au cours de l’été 1943; deux bataillons rejoignent Albi (I/9e) et Castres (II/4e) au printemps 1944. Les bataillons 795, 797 et 798 sont détruits en juin 1944 ; les survivants se réfugient dans les poches de Saint-Nazaire et Lorient ; quelques-uns sont faits prisonniers. Les bataillons I/9 et le II/4 sont disloqués à la fois par la Résistance française et par l’avant-garde de l’armée du général de Lattre de Tassigny : les survivants sont internés dans les camps de l’Ardèche.
Plusieurs centaines de ces anciens soldats soviétiques géorgiens passent dans la Résistance et combattent avec le maquis : pour la période du 25 septembre 1943 au 15 mai 1945 une liste nominative de 183 militaires géorgiens du 799e bataillon est établie. Une photographie de 300 d'entre eux est prise à Toulouse au printemps 1945.

Après la Libération, prisonniers de guerre et résistants géorgiens subissent un rapatriement obligatoire vers l'URSS comme Vakhtang Sekhniachvili, ou réussissent à y échapper comme  Pierre Kitiaschvil , ou s’engagent dans la Légion étrangère française comme Petre Kvedelidze.